# Long path

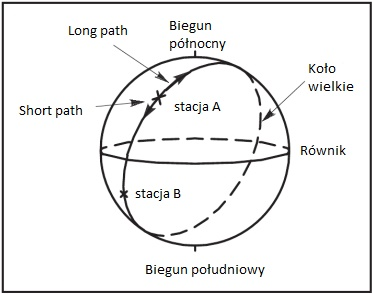
Porównanie łączności long path i short path.

Long path (w żargonie krótkofalarskim oznacza „dłuższą drogą” podawaną w stopniach) – jest to bezpośredni odbiór najsilniejszego sygnału między dwoma korespondentami na kierunku dalekosiężnym (dookoła Ziemi).
Aby znaleźć „dłuższą drogę” do innych korespondentów, którzy są na kierunku mniejszym niż 180° należy dodać 180° do tego kierunku, a korespondentów, którzy są na kierunku większym niż 180° należy odjąć 180° od tego kierunku.
Przykład:
- położenie stacji 1 w Pruszkowie – 52°10′00″N 20°48′00″E/52,166667 20,800000
- położenie stacji 2 w Ottawie, Kanada – 45°25′00″N 75°42′26″W/45,416667 -75,707222
  - Odległość najkrótsza – 6570 km
  - Odległość long path – 33433 km

Terminem przeciwnym do „long path” jest „short path” – najmniejsza odległość między dwoma korespondentami.